# Belinda Montgomery

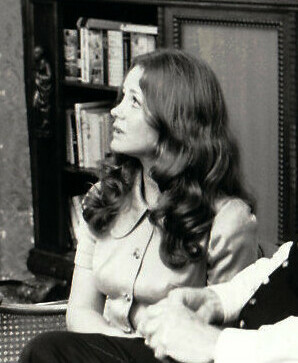
Belinda Montgomery (1972)

Belinda Montgomery (* 23. Juli 1950 in Winnipeg, Manitoba) ist eine kanadische Fernsehschauspielerin.

## Karriere
Montgomery wurde in Deutschland besonders durch die Fernsehserien Doogie Howser, M.D., Miami Vice und Der Mann aus Atlantis bekannt. Weiterhin trat sie in Folgen von Der Denver-Clan, Magnum , L.A. Law – Staranwälte, Tricks, Prozesse, Simon & Simon,Trio mit vier Fäusten, JAG – Im Auftrag der Ehre und Ghost Whisperer – Stimmen aus dem Jenseits auf. Ebenso trat sie in einer Folge von Street Hawk auf.
Ihre Karriere begann sie 1967. Sie war in mehr als 100 Produktionen zu sehen.

## Filmografie (Auswahl)
- 1973: Barnaby Jones (Fernsehserie, Folge 2x01)
- 1973: Die Straßen von San Francisco (The Streets of San Francisco, Fernsehserie, Folgen 1x18: Falsche Adler; 3x21: Mord in der Klinik)
- 1974: Petrocelli (Fernsehserie, Folge 1x07: Sam Hortons letzter Flug)
- 1975: Die Kehrseite der Medaille (The Other Side of the Mountain)
- 1977–1978: Der Mann aus Atlantis (Man from Atlantis, Fernsehserie, 15 Folgen)
- 1979: Lou Grant (Fernsehserie, Folge 1x21)
- 1981, 1985: Love Boat (The Love Boat, Fernsehserie, zwei Folgen)
- 1983: Ein zweiter Versuch (Tell Me That You Love Me)
- 1984: Magnum (Fernsehserie, Folge 5x04: Ein moderner Robin Hood)
- 1984–1989: Miami Vice (Fernsehserie, 5 Folgen)
- 1985: Mord ist ihr Hobby (Murder, She Wrote, Fernsehserie, Folge 1x14: Gefährliche Kreuzfahrten)
- 1985–1986: Die Fälle des Harry Fox (Crazy like a Fox, Fernsehserie, 2 Folgen)
- 1988: Aaron’s Way (Fernsehserie, 14 Folgen)
- 1989–1993: Doogie Howser, M.D. (Fernsehserie)
- 1997: Phantom Town (Phantom Town)
- 1998: X-Factor: Das Unfassbare (Beyond Belief: Fact or Fiction, Fernsehserie, Folge 1x06: Der Kerzenleuchter)
- 2010: Tron: Legacy